# Tây Bắc Ý
Tây Bắc Ý (tiếng Ý: Italia nord-occidentale, hoặc đơn giản là Nordovest) là một trong 5 vùng thống kê chính thức của Ý, đồng thời là một vùng cấp một Liên minh châu Âu, vùng bầu cử Nghị viện châu Âu. Tây Bắc Ý lại gồm 4 vùng hành chính:
- Thung lũng Aosta
- Liguria
- Lombardia
- Piemonte